# Síndrome de Oslo
Síndrome de Oslo  é uma reação psicológica de pessoas ou de grupos vítimas de maus tratos e/ou ameaças a sua integridade física e mental.
Nesta síndrome a pessoa vitimizada passa a acreditar-se responsável pelos maus tratos que recebe, às vezes até merecedora dos "castigos" que lhe são impostos.
A Síndrome de Oslo trata-se geralmente de uma defesa: diante de uma situação de agressão ou de ameaça severa, sobre a qual o indivíduo sente-se absolutamente impotente, como mecanismo de defesa, o sujeito passa a fantasiar que tem o controle da situação e a depender das suas reações, dos seus gestos, do seu comportamento poderá controlar o agressor, isto é, a vítima acredita que se mudar o seu agressor também mudará.
Da mesma maneira que ocorre com pessoas individualmente, pode ser um mecanismo de defesa grupal, podendo ser a reação de um grupo ou de uma comunidade.
Exemplos dessa síndrome: mulheres que sofrem violência doméstica e mesmo assim não separam de seus cônjuges, crianças abusadas fisicamente, entre outros.